# Museum Kitzbühel

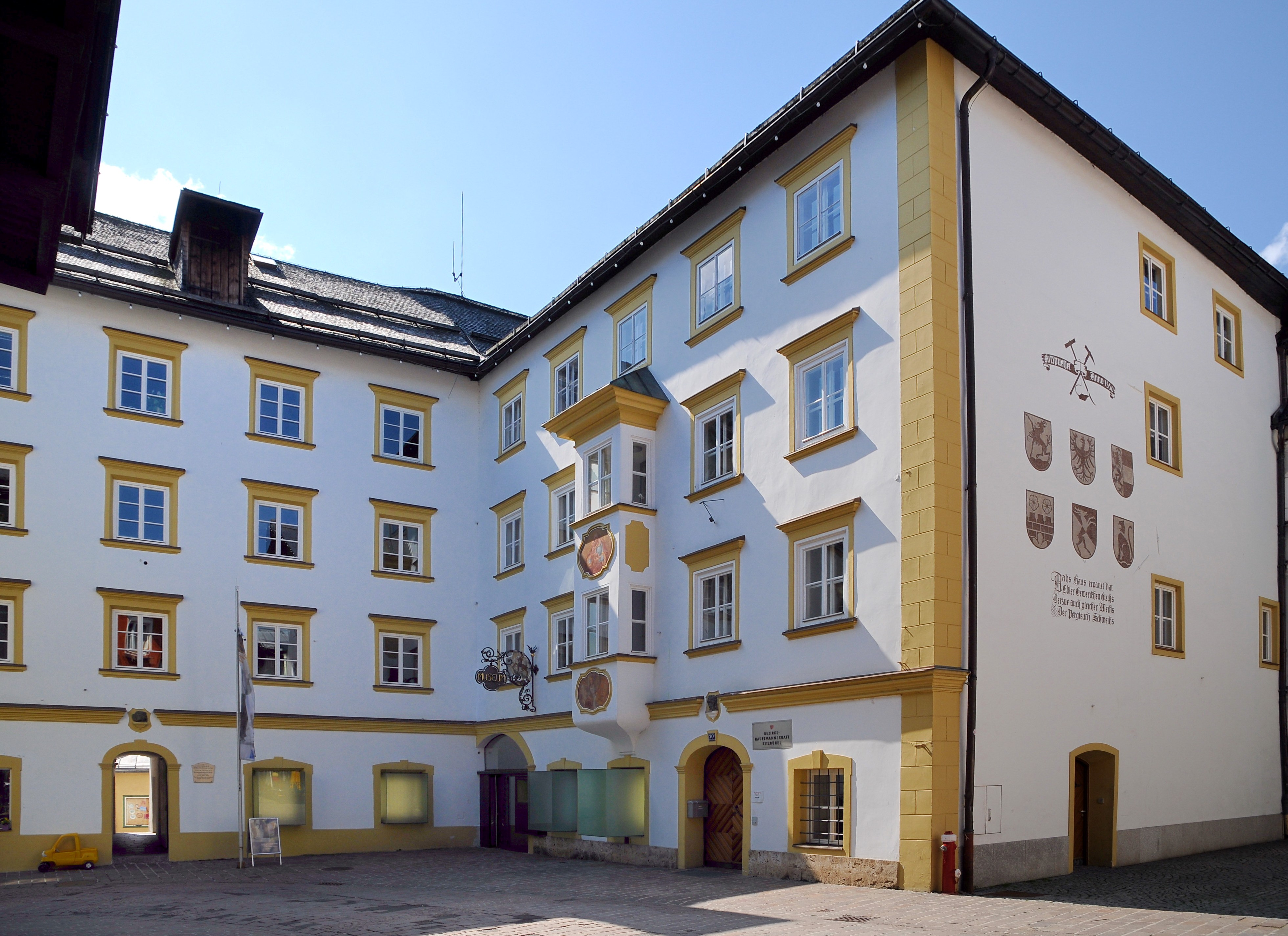
Museum Kitzbühel

Das Museum Kitzbühel – Sammlung Alfons Walde ist das städtische Museum der Stadt Kitzbühel im Land Tirol.

## Gebäude
Der ehemalige Getreidekasten wurde in der ersten Hälfte des 16. Jahrhunderts erbaut. Das Gebäude ist mit dem Südwestturm – im Kern aus dem 12. Jahrhundert – der Stadtbefestigung baulich verbunden. Es gibt einen Strebebogen zum Haus Nr. 28. Im Obergeschoß wurde das Mauerwerk mit Opus spicatum freigelegt. Die Balkendecken wurden 1708 eingebaut. Das Gebäude steht unter Denkmalschutz.

## Museum
Das im Jahr 1934 eröffnete Museum zeigt einen Überblick zur Geschichte und Kultur der Stadt und Region. Die Schwerpunkte der Sammlung sind die Heimatkunde, die Wintersportgeschichte und Volkskunde des Bezirkes Kitzbühel. Es gibt prähistorische Fundstücke. Das Museum beherbergt Gemälde aus der Sammlung des Malers und Architekten Alfons Walde (1891–1958). Das Museum erhielt 2007 den Tiroler Museumspreis. Museumsleiter ist Wido Sieberer (2013).

## Ausstellungen
- 2012 drei parallel laufende Ausstellungen mit dem Museum Schloss Bruck und dem Werner-Berg-Museum: Egger-Lienz | Walde | Berg. Über das Land.[1]
- 2012 Jakob Anton Bucher.
- 2013 Jagd.Malerei.Tracht. In Kitzbühel. Carl Theodor von Blaas (1886–1960). Maler und Jäger in Kitzbühel.[2]